# Фінал Кубка Іспанії з футболу 1969
Фінал Кубка Іспанії з футболу 1969 — футбольний матч, що відбувся 15 червня 1969 року. У ньому визначився 67-й переможець кубка Іспанії.

## Шлях до фіналу
| Атлетік                | Атлетік   | Атлетік                  | Раунд      | Ельче         | Ельче     | Ельче                                           |
| ---------------------- | --------- | ------------------------ | ---------- | ------------- | --------- | ----------------------------------------------- |
| Суперник               | Результат | Матчі                    |            | Суперник      | Результат | Матчі                                           |
| Реал Сарагоса          | 2–1       | 1–1 на виїзді; 1–0 вдома | 1/8 фіналу | Понтеведра    | 2–1       | 2–0 вдома; 0–1 на виїзді                        |
| Депортіво (Ла-Корунья) | 3–1       | 0–0 на виїзді; 3–1 вдома | 1/4 фіналу | Валенсія      | 3–2       | 2–1 на виїзді; 1–1 вдома                        |
| Гранада                | 3–1       | 1–1 на виїзді; 2–0 вдома | 1/2 фіналу | Реал Сосьєдад | 6–4       | 3–0 вдома; 1–4 на виїзді; 2–0 (нейтральне поле) |

## Подробиці
| 15 червня 1969 |

| Атлетік (Більбао) | 1:0      | Ельче |
| ----------------- | -------- | ----- |
| Арієта 82'        | Протокол |       |

| Сантьяго Бернабеу, Мадрид Глядачів: 120 000 Арбітр: Антоніо Камачо |

|  |  |

| В            |  | Хосе Анхель Ірібар       |
| З            |  | Хесус Арангурен          |
| З            |  | Луїс Марія Ечеберрія (к) |
| З            |  | Іньякі Саес              |
| ПЗ           |  | Хосе Ларраурі            |
| ПЗ           |  | Хосе Марія Ігартуа       |
| Н            |  | Хосе Франсіско Рохо      |
| Н            |  | Хав'єр Клементе          |
| Н            |  | Антон Арієта             |
| Н            |  | Фідель Уріарте           |
| Н            |  | Хосе Аргойтія            |
| Тренер:      |  |                          |
| Рафа Іріондо |  |                          |

| В            |  | Хосе Аракістайн     |
| З            |  | Рікардо Гонсалес    |
| З            |  | Вісенте Іборра (к)  |
| З            |  | Франсіско Бальєстер |
| ПЗ           |  | Хуан Мануель Асенсі |
| ПЗ           |  | Томеу Лльомпарт     |
| ПЗ           |  | Хуан Карлос Лескано |
| Н            |  | Хуан Каско          |
| Н            |  | Фернандо Серена     |
| Н            |  | Вава                |
| Н            |  | Курро               |
| Тренер:      |  |                     |
| Роке Масполі |  |                     |